# Мензис, Роберт
Сэр Роберт Гордон Мензис (англ. Sir Robert Gordon Menzies; 20 декабря 1894, Джепарит, штат Виктория — 15 мая 1978, Мельбурн) — австралийский государственный и политический деятель, 12-й премьер-министр Австралии. Он был первым по длительности пребывания на посту австралийского премьер-министра.
Член Лондонского королевского общества (1965).

## Ранние годы жизни
Родился в городе Джепарит, австралийский штат Виктория, 20 декабря 1894 года. Отец — Джеймс Мензис, лавочник, сын шотландского фермера, иммигрировавшего в Австралию в середине 1850-х годов на волне золотой лихорадки в Виктории, мать — Кейт Мэнзис (Сампсон). Как отец, так и его дядя, были членами парламента штата Виктория, а другой дядя — членом Палаты представителей. Сначала обучался в небольшой государственной школе, затем переводился в частные школы Балларата и Мельбурна. Изучал право в Университете Мельбурна.
С началом Первой мировой войны Мензису исполнилось 19 лет, и он поступил на службу в милицейский отряд университета. Когда он ушёл оттуда, его одногодки и одноклассники стремились попасть в вооружённые войска. Однако после долгого обсуждения в семье (двое из трёх братьев уже были на войне) было решено, чтобы Мензис остался дома и закончил своё обучение. В 1918 году окончил университет, после чего стал успешным юристом, заработав крупное состояние. В 1920 году женился на Пэтти Лекки, дочери члена Парламента Австралии от Националистической партии.

## Политическая карьера
В 1928 году Мензис решил оставить юридическую практику, для того чтобы избраться в парламент штата в качестве члена Законодательного совета Виктории от Националистической партии Австралии. Во время выборов он чуть не потерпел поражения из-за инцидента на одной из пресс-конференций, на которой группа ветеранов Первой мировой войны атаковала его за то, что он не пошёл на срочную службу. Тем не менее, Мензису удалось пережить этот кризис, и он одержал на выборах победу. Через год он перешёл в Законодательную ассамблею штата, став с 1932 года министром в консервативном викторианском правительстве (оставался им до 1934 года), а также заместителем премьера штата Виктория.
В 1934 году Мензис принял участие в федеральных выборах в качестве представителя Объединённой австралийской партии и одержал уверенную победу в своём избирательном округе. После избрания он сразу же был назначен генеральным прокурором и министром промышленности в правительстве Джозефа Лайонса.
В конце 1934—начале 1935 годов Мензис выступил на стороне правительства Лайонса в деле, касавшегося выдворения из Австралии Эгона Киша, чешского еврея-коммуниста. Он должен был выступил на Всеавстралийском конгрессе против войны и фашизма в Мельбурне, однако правительство отказывалось давать ему разрешение на въезд. Однако Киш, доплыв на корабле до Мельбурна, спрыгнул с него и самостоятельно добрался до побережья. После долгих разбирательств правительство было вынуждено прекратить судебное дело и выплатить Кишу все судебные издержки при условии его отъезда из страны. После этого дела Мензиса обвиняли в нарушении либеральных принципов и свободы слова. С началом Второй мировой войны Мензис решил снять с себя всё эти обвинения, переложив всю ответственность за те события на министра внутренних дел Томаса Патерсона.
Впоследствии Мензис стал заместителем руководителям Объединённой австралийской партии. Многие видели в нём естественного преемника Лайонса, поэтому Мензиса часто обвиняли в попытке сместить законного лидера (все эти обвинения он отрицал). В 1939 году после отказа правительства воплотить в жизнь план государственного страхования Мензис принял решение уйти из правительства. Однако 7 апреля 1939 года умер Лайонс, и Мензис вскоре был избран руководителем Объединённой австралийской партии.

### Первый премьерский срок

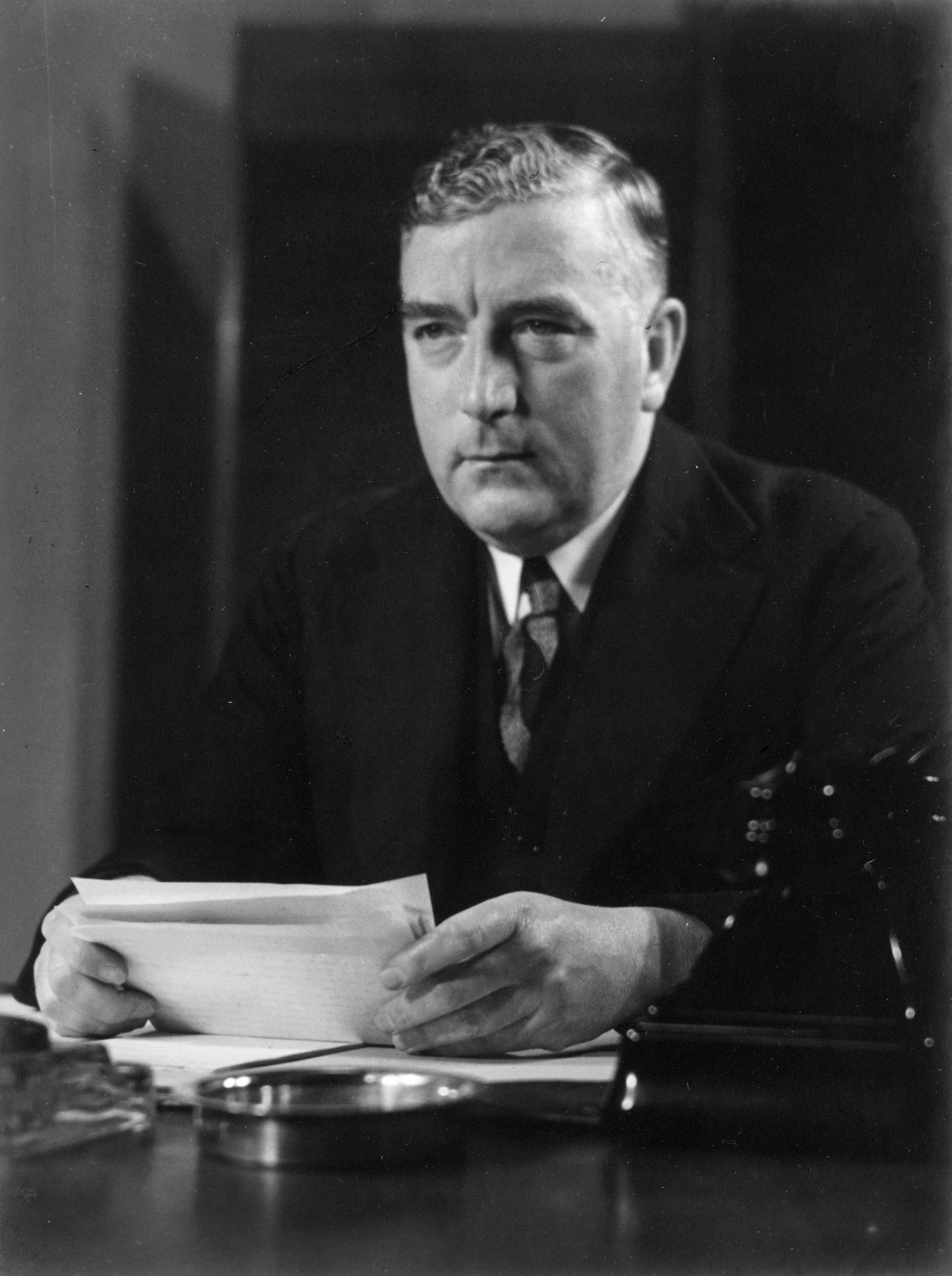
Роберт Мензис в 1939 году.

26 апреля 1939 года Мензис после непродолжительного премьерства Эрла Пейджа, лидера Аграрной партии Австралии, был избран премьер-министром страны. Однако вскоре разразился политический скандал: Эрл Пейдж отказался оставаться в правительстве. В палате парламента он также нанёс личное оскорбление Мензису, обвинив его в трусости из-за неучастия в Первой мировой войне, а также в предательстве Лайонса. После этого события Мензис сформировал правительство меньшинства. Когда спустя несколько месяцев Пейдж был смещён с должности руководителя Аграрной партии, он восстановил правительственную коалицию с новым лидером аграриев, Арчи Камероном.
В сентябре 1939 года последовало объявление Великобританией войны против нацистской Германии. В эти годы Мензис приложил все усилия, чтобы объединить страну, однако постоянно наталкивался на трудности и непонимание среди политической элиты и населения Австралии из-за своего прошлого: прежде всего, из-за Первой мировой войны, в которой он не принимал участие, своего официального визита в Германию в 1938 году и поддержку политики умиротворения, которую проводил Невилл Чемберлен, премьер-министр Великобритании. Тем не менее, после объявления Чемберленом войны Мензис последовал его примеру. На парламентских выборах 1940 года Объединённая австралийская партия чуть не потерпела поражение, и только благодаря поддержке двух независимых членов парламента правительство Мензиса удержалось у власти. Тем не менее, Лейбористская партия Австралии под руководством Джона Кэртина отказалась от предложения Мензиса сформировать коалиционное правительство, а также выступила против отправки австралийских войск в Европу.
В 1941 году Мензис провёл много месяцев в Британии, обсуждая военную стратегию с Уинстоном Черчиллем и другими лидерами. При этом его популярность на родине постепенно падала и, вернувшись в Австралию, 28 августа Мензис сначала был вынужден уйти с поста премьер-министра, а затем и лидера Объединённой австралийской партии. Новым премьер-министром Австралии стал лидер Аграрной партии Артур Фадден. Все эти события Мензис воспринял как предательство своих коллег, поэтому после ухода с премьерского поста он практически не принимал участия в политике.

### Возвращение

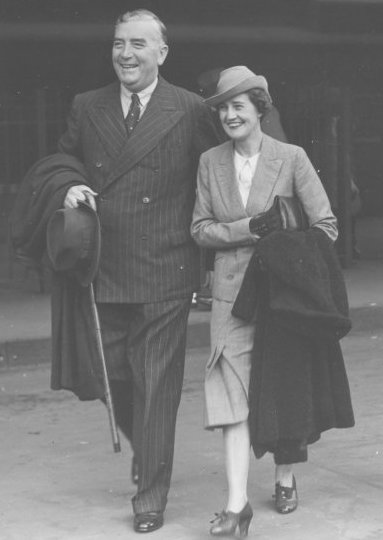
Роберт Мензис и его жена в 1940-х годах.

В октябре 1941 года, после поражения правительства Фаддена, к власти пришли лейбористы под руководством Джона Кэртина. В 1943 году Кэртин одержал очередную убедительную победу на парламентских выборах. В 1944 году Мензис провёл несколько встреч в старом особняке Рейвенскрейг, где обсуждал формирование новой антилейбористской партии, которая должна была прийти на смену Объединённой австралийской партии. Ею стала Либеральная партия Австралии, основанная в начале 1945 года и возглавленная Мензисом. Тем не менее, лейбористам ещё долго удавалось удержаться у власти: после ухода Кэртина новым премьером стал Бен Чифли. В подобных условиях в консервативной прессе стали всё чаще появляться статьи о том, что «с Мензисом нам не выиграть».
Однако в последующие годы антикоммунистическая атмосфера в австралийском обществе в начальный период холодной войны немного подорвала поддержку лейбористов. В 1947 году Чифли объявил о намерении национализировать австралийские частные банки, вызвав этим оппозицию со стороны среднего класса. Настроениями в обществе удачно воспользовался Мензис. В декабре 1949 года он во второй раз одержал внушительную победу на парламентских выборах, а его партия получила 48 мест в Палате представителей.
Несмотря на значительное преимущество в Палате, Сенат Австралии оставался под контролем Лейбористской партии. Когда в 1951 году Мензис предложил законопроект о запрете Коммунистической партии, он, к большой неожиданности премьера, был принят верхней палатой. Мензис же надеялся на противоположный результат: в этом случае он мог бы добиться двойного роспуска, который предполагает роспуск обеих палат федерального парламента. Когда же Сенат отклонил законопроект о банках, Мензис всё-таки добился своей цели, и на очередных выборах он получил контроль уже над обеими палатами австралийского парламента.
Позже, в 1951 году, Мензис выступил с предложением провести референдум по изменению Конституции Австралии. Он предлагал разрешить парламенту, где это было необходимо для обеспечения безопасности страны, принимать законы, касавшиеся деятельности коммунистов и коммунистической партии на территории Австралии. Если бы референдум прошёл успешно, то у правительства появилось бы право внести в парламент законопроект о запрете Коммунистической партии. Однако новый лидер лейбористов, Х. В. Эватт, выступил против изменения Конституции из соображений защиты гражданских свобод. Поэтому референдум, состоявшийся 22 сентября 1951 года, провалился. Это событие стало одним из немногих просчётов политики Мензиса. Впоследствии он отправил австралийские войска для участия в войне в Корее, а также поддерживал тесные союзнические отношения с Соединёнными Штатами.

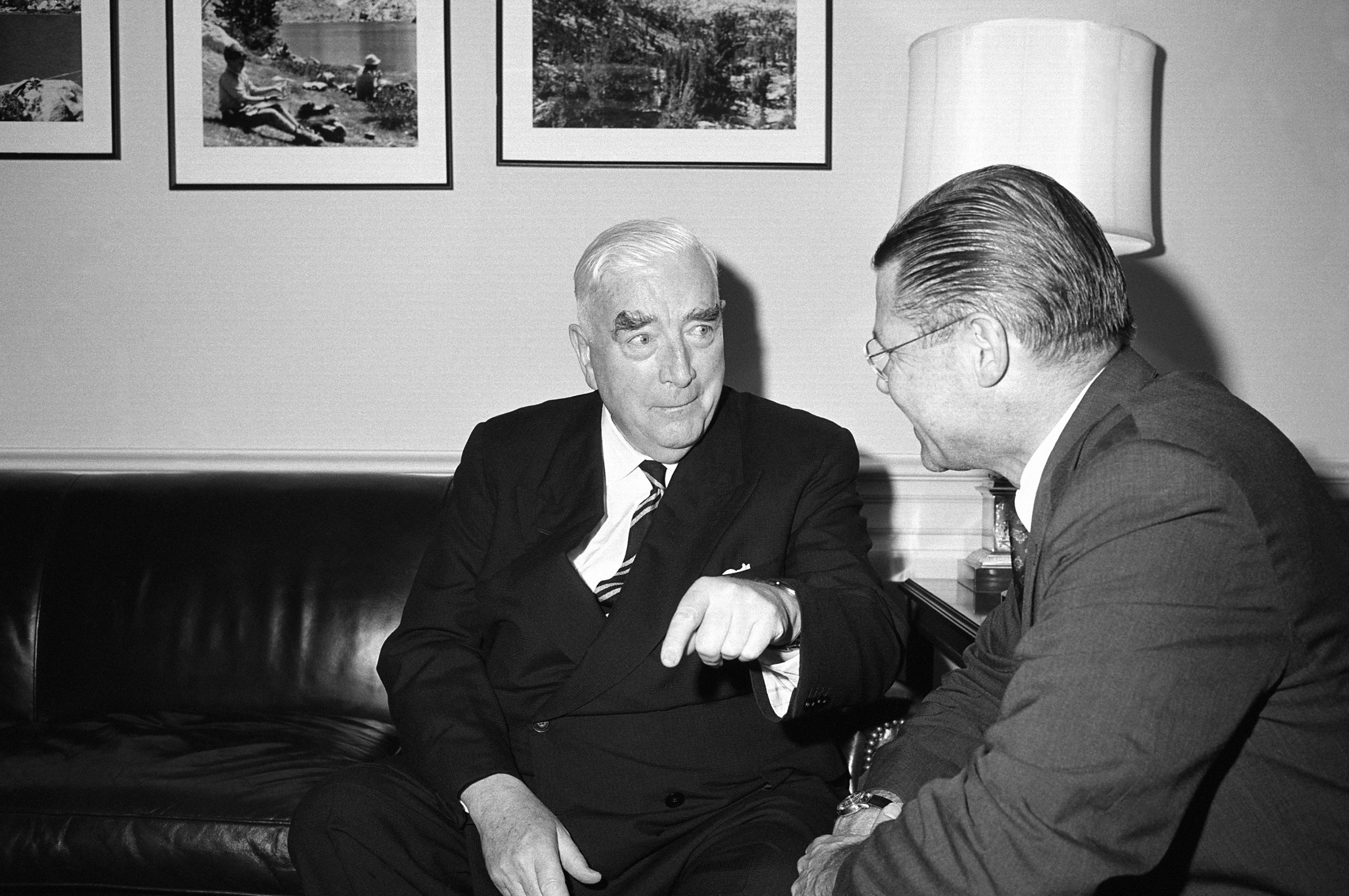
Роберт Мензис и министр обороны США Роберт Макнамара в 1964 году.

Тем не менее, экономическая ситуация в годы руководства Мензиса постепенно ухудшалась, и на парламентских выборах 1954 года партия лейбористов во главе с Эваттом получила 50,03 % голосов, хотя в условиях мажоритарной системы это дало им 57 мест в нижней палате парламента, а коалиция либералов и аграриев получила 64 места. Незадолго до выборов Мензис объявил о том, что советский дипломат в Австралии Владимир Петров обратился к правительству с просьбой получить политическое убежище, а также заявил о существовании сети шпионов на территории Австралии (и в их числе были лица из аппарата Эватта). Эти события холодной войны позволили Мензису выиграть в своём избирательном округе и сохранить место в парламенте. Впоследствии Эватт обвинил Мензиса в подготовке бегства Петрова, однако этот факт был опровергнут: он просто успешно воспользовался ситуацией.
После парламентских выборов 1954 года в Лейбористской партии произошёл раскол: группу антикоммунистически настроенных членов из штата Виктория решили выйти из состава партии и сформировать Австралийскую лейбористскую партию антикоммунистов. Новая партия в своей политике отдавала предпочтения либералам, поэтому в 1955 году Мензису без труда удалось переизбраться на премьерский пост. В 1958 году он вновь был переизбран благодаря поддержке Демократической лейбористской партии (новое название Австралийской лейбористской партии антикоммунистов).
К этому времени благодаря возросшей иммиграции в Австралию, росту жилищного фонда и промышленного производства стране удалось восстановить свой экономический потенциал. Другим важным источником пополнения казны стали доходы от экспорта сельскохозяйственной продукции, цены на которую оставались стабильно высокими. В подобных условиях устаревшая социалистическая риторика лейбористов оказалась неэффективной.
После необдуманного увеличения стоимости займов в 1960 году с целью ограничения инфляции авторитет Мензиса несколько упал, так как предложенные правительством действия привели лишь к росту безработицы. Поэтому на выборах 1961 года партия Мензиса одержала победу с преимуществом всего в два места. Однако, воспользовавшись новым расколом в партии лейбористов по поводу холодной войны и союза с США, ему удалось уверенно победить на выборах 1963 года (к тому же, это были первые «телевизионные выборы» в истории Австралии, и на различных теледебатах с Коуэллом, лидером Лейбористской партии, Мензис доказал свои ораторские способности).
В 1963 году Мензис был удостоен Ордена Чертополоха, врученный в признание его шотландских корней. Таким образом, он стал единственным австралийцем, которому был вручен этот рыцарский орден (хотя ими были также награждены три британских генерал-губернатора в Австралии), а также вторым австралийским премьер-министром, которой был возведён в рыцарское достоинство в годы руководства государством (первым был Эдмунд Бартон).
В 1965 году Мензис принял роковое решение отправить австралийские войска на Вьетнамскую войну, а также вновь ввести обязательную воинскую повинность. Первоначально эти шаги были популярны в обществе, но впоследствии они стали большой проблемой для его преемников на посту. Несмотря на то, что Мензис прагматично поддерживал новый баланс сил в Тихоокеанском регионе, сформировавшийся после Второй мировой войны, а также поддерживал тесные союзнические отношения с США, он публично признавался в желании иметь теснейшие контакты с Великобританией, что выражалось в его открытом восхищении Королевой Елизаветой II. В течение прошедших десятилетий с момента получения независимости энтузиазм австралийцев в защите британской монархии и сохранении монархической формы правления в стране угас, однако Мензис оставался ярым сторонником британской короны.

## Уход в отставку. Наследие

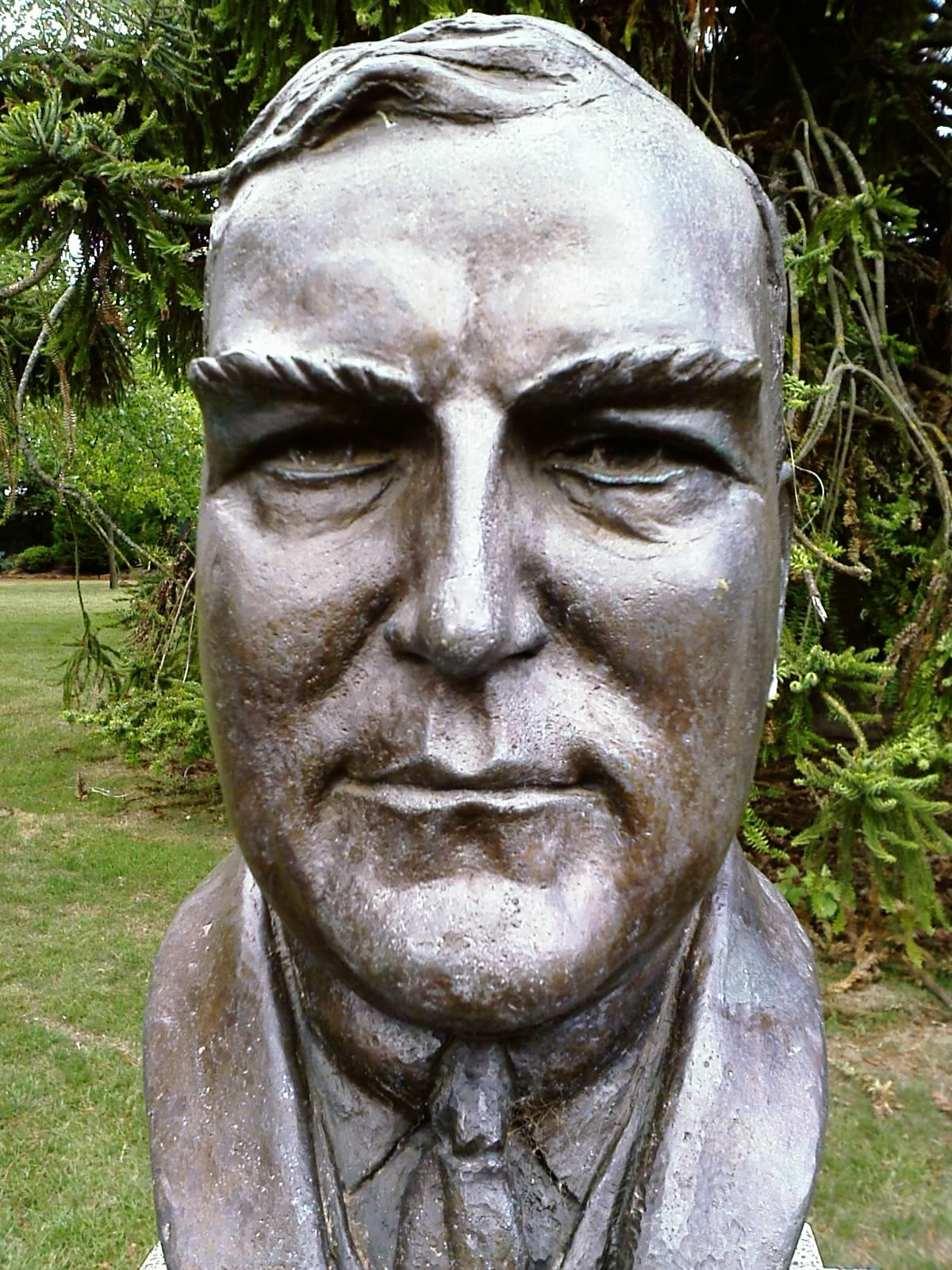
Бюст Мензиса в Ботаническом саду Балларата.

Роберт Мензис ушёл в отставку в январе 1966 года, уступив своё место лидера Либеральной партии и премьер-министра Австралии своему бывшему министру финансов Гарольду Холту. Существовавшая коалиция оставалась у власти ещё последующие семь лет, пока в декабре 1972 года на федеральных выборах не одержала победу Лейбористская партия под руководством Гофа Уитлэма.
В 1966 году Мензис был назначен Королевой Великобритании на древний пост лорда-смотрителя Пяти портов. Впоследствии бывший премьер долго путешествовал по США, где читал лекции в университетах, а также опубликовал два тома воспоминаний. Уход с поста премьер-министра негативно сказался на здоровье Мензиса: в 1968 и 1971 годах он пережил два сердечных приступа, после чего ушёл из общественной жизни. Умер он в 1978 году в Мельбурне от инфаркта.
Роберт Мензис был премьер-министром Австралии на протяжении 18 лет, 5 месяцев и 12 дней. Это самый длинный в истории Австралии срок пребывания одного человека на премьерском посту. Хотя в свой первый срок он допустил много политических просчётов и ошибок, Мензису всё-таки удалось восстановить свой авторитет в обществе, а также влияние консервативного крыла в австралийской политики, которое пережило тяжелейший кризис в 1943 году. Благодаря во многом эффективной политике в течение своего второго срока Мензис до сих пор остаётся одним из самых авторитетных премьер-министров в истории Австралии. Он также внёс значительный вклад в развитие высшего образования в Австралии, а также столицы страны — Канберры.